# Мендонса, Энрике Лопеш де
Энри́ке Ло́пеш де Мендо́нса (порт. Henrique Lopes de Mendonça, 1856—1931) — португальский военный моряк, историк, писатель и журналист, автор текста национального гимна страны.

## Биография
Родился в семье Антониу Лопеша де Мендонса Раулину и Онораты Лопеш де Мендонса, в 1871 году поступил на военный флот мичманом, в 1874 году был произведён в гардемарины, в 1909 году — в капитаны, и в этом звании вышел в отставку в 1912 году.
Преподавал в военно-морском училище, в 1887 году был консультантом министра иностранных дел Португалии Жуана Корво. В 1889 году Э. Мендонса был назначен историком португальского флота, провёл ряд исторических исследований, в том числе в сфере морской археологии, и опубликовал работу «Исследования португальского мореплавания пятнадцатого и шестнадцатого веков» (порт. Estudos sobre Navios Portugueses dos séculos XV e XVI).
Как писатель и драматург, Энрике Лопеш де Мендонса начал свою карьеру в 1884 году с пьесы «Невеста» (порт. A Noiva). Его следующая пьеса — «Смерть» (порт. A Morta) была удостоена премии Луиша I Лиссабонской академии наук.
По случаю британского ультиматума Португалии 1890 года Мендонса написал на музыку Альфредо Кейля марш «Португальская песня» (A Portuguesa) который после революции 1910 года был принят в качестве национального гимна страны.
В 1897—1901 годах Мендонса работал библиотекарем Военно-морской академии, после чего — профессором истории в Школе изящных искусств Лиссабона.
В 1900 году Мендонса был избран действительным членом Лиссабонской академии наук, а в 1915 году был назначен её президентом.
В 1916 году входил в состав правительственной комиссии, которая утвердила окончательную музыкальную редакцию национального гимна (включая партии фортепиано, оркестра и хора).
В 1922 году Мендонса возглавлял правительственную комиссию по организации первого авиаперелёта Лиссабон-Рио-де-Жанейро.
В 1925 году Э. Мендонса выступил в качестве одного из основателей Общества авторов Португалии.
В 1923 году Лопеш де Мендонса был избран членом Бразильской академии литературы, избирался также членом Института Коимбры, член Совета драматического искусства и членом комитетов по празднованию юбилеев Колумба и Васко да Гама.
Лопеш де Мендонса написал в общей сложности около ста пьес, стихов, романов и исторических исследований. Сотрудничал с журналами O occidente (1877—1915), A semana de Lisboa (1893—1895), Brasil-Portugal (1899—1914), Serões (1901—1911), Revista do Conservatório Real de Lisboa (1902) и Atlântida (1915—1920).

## Личная жизнь
Был женат на Амелии Бордалу Пинейру, дочери известного художника Мануэла Бордалу Пинейру, в браке у них было трое сыновей, также проявивших себя в сфере литературы и искусства: близнецы Виржиния Лопеш де Мендонса (1881—1969), новеллист и драматург и Вашку Лопеш де Мендонса (1881—1963), военный инженер, керамист и художник-карикатурист, а также Алда Лопеш де Мендонса, производитель кружев.